# گیبسن گالند
گیبسن گالند (انگلیسی: Gibson Gowland؛ ۴ ژانویهٔ ۱۸۷۷ – ۹ سپتامبر ۱۹۵۱) یک هنرپیشه اهل انگلستان بود.
وی به علت یک مورد کشنده اسهال در سن ۷۴ سالگی درگذشت

## فیلم‌شناسی
- طمع (۱۹۲۴)
- شبح اپرا (۱۹۲۵)
- جزیره اسرارآمیز (۱۹۲۹)